# Minas de Riotinto
Minas de Riotinto – gmina w Hiszpanii, w prowincji Huelva, w Andaluzji, o powierzchni 23,31 km². W 2011 roku gmina liczyła 4112 mieszkańców.